# Vicia glauca
Vicia glauca är en ärtväxtart som beskrevs av Karel Presl. Vicia glauca ingår i släktet vickrar, och familjen ärtväxter. Inga underarter finns listade i Catalogue of Life.